# قائمة بلديات النجف
هذه قائمة بلديات محافظة النجف في العراق.

## القائمة
| الاسم               | عدد السكان (2018) |
| ------------------- | ----------------- |
| المناذرة (أبو صخير) | 97987             |
| الحرية              | 34568             |
| الحيدرية            | 53593             |
| الحيرة              | 41860             |
| الشبكة              | 423               |
| العباسية            | 100475            |
| القادسية            | 55935             |
| الكوفة              | 258764            |
| المشخاب             | 98995             |
| النجف               | 818173            |
| الرضوية (الجريوية)  | (مستحدثة)         |